# Блажкевич, Иванна Емельяновна
Иванна Емельяновна Блажкевич (укр. Іва́нна Омеля́нівна Блажке́вич; 9 октября 1886, с. Денисов, Австро-Венгрия — 2 марта 1977, там же) — украинская писательница, поэтесса.

## Биография
Родилась в семье сельского учителя. После окончания экстерном Львовской учительской семинарии в 1920 году, длительный период работала учительницей и воспитательницей детских садов в галицких селах, вела активную общественную работу среди женщин и молодежи. В 1904 основала в селе общество «Кружок русских девушек» (укр. «Кружок руських дівчат»).
1 ноября 1918 г. она была во Львове, где в числе первых приняла присягу на верность ЗУНР. На её призыв сотня молодых жителей Залуква 2 ноября взяла власть в Галиче.
Подвергалась репрессиям со стороны польских властей. За 12 дней августа 1919 г. у неё было проведено 17 обысков, 8 раз арестовывалась. Пять месяцев она скрывалась в лесах около с. Крылос, а потом — в Рожнятове.
С 1922 г. и до конца своей жизни проживала в родном Денисове. Учительствовала здесь до 1950 года.
В 1928 году её выдвинули кандидатом в послы в сейм от Украинской социалистической радикальной партии.
В 1938 г. подверглась пацификации со стороны польских властей. Жандармы подвергли её порке, нанесли Иванне 130 палочных ударов, сделав её инвалидом.
После присоединения западноукраинских земель к СССР в сентябре 1939 г. была избрана депутатом Народного Собрания Западной Украины.
В 1941—1943 гг. работала директором сельскохозяйственной школы в родном селе Денисове.
Член Союза писателей Украины с 1963 г.

## Творчество
В 1905 г. во львовской газете «Народне слово» были напечатаны первые произведения И. Блажкевич: «Грудка на могилу Марка Каганця», «Над свіжою могилою Адама Копка», «Страждальній матері О.Січинській», «Жертвам ляської сваволі в Чернишові», в которых молодая поэтесса гневно выступила против кровавых порядков Австро-Венгерской монархии.
В 1920-х и 1930-х гг. одна за одною выходят её написанные в стихотворной форме пьесы, поэтические сборники и рассказы для детей: «Святий Миколай у 1920 році» (1920), «Тарас у дяка» (1923), «Діло в честь Тараса», «Вертеп» (1924), «Мила книжечка» (1928), «Пухнастий король» (1929), «В мамин день» (1931), «Обнова» (1933), «Івась-характерник» (1936), «Оповідання» (1937) и др.
Выступала в разных жанрах детской литературы: поэзии, драматургии. Опубликовала ряд сборников «Подоляночка» (1958), «Прилетів лелека» (1971), «Чи є в світі що світліше?» (1977), «Прилетіла ластівонька» (1986, посмертно).
Кроме того, Иванна Блажкевич — автор воспоминаний об И. Франко, О. Кобылянской, В. Стефанике, Т. Бордуляке, К. Устияновиче, А. Кульчицкой и других видных деятелях украинской культуры.
Ей принадлежит роман о периоде первой мировой войны «Жінка на бойовій лінії».
Собирала песни, афоризмы, этнографические материалы. В 1911 г. завершила работу над этнографической книгой «Одежда денисовцев», которая была отправлена в музей Александра III (ныне Российский этнографический музей).
Была инициатором создания краеведческого музея в родном селе.

## Память
- В селе Денисове создан музей-усадьба Иванны Блажкевич.
- В 1988 г. в селе установлен памятник Блажкевич работы скульптора Ивана Мулярчука.
- На фасаде Тернопольской школы № 9 открыта мемориальная доска Иванне Блажкевич.

### Премия имени Иванны Блажкевич
В 1993 г. учреждена литературная премия имени Иванны Блажкевич, которая ежегодно вручается украинским литераторам в её родном селе в день рождения писательницы. Основана Тернопольским областным управлением по печати и редактором журнала «Тернополь» за произведения для детей, педагогический доработок и пропаганду творчества писательницы.